# Optische Pinzette

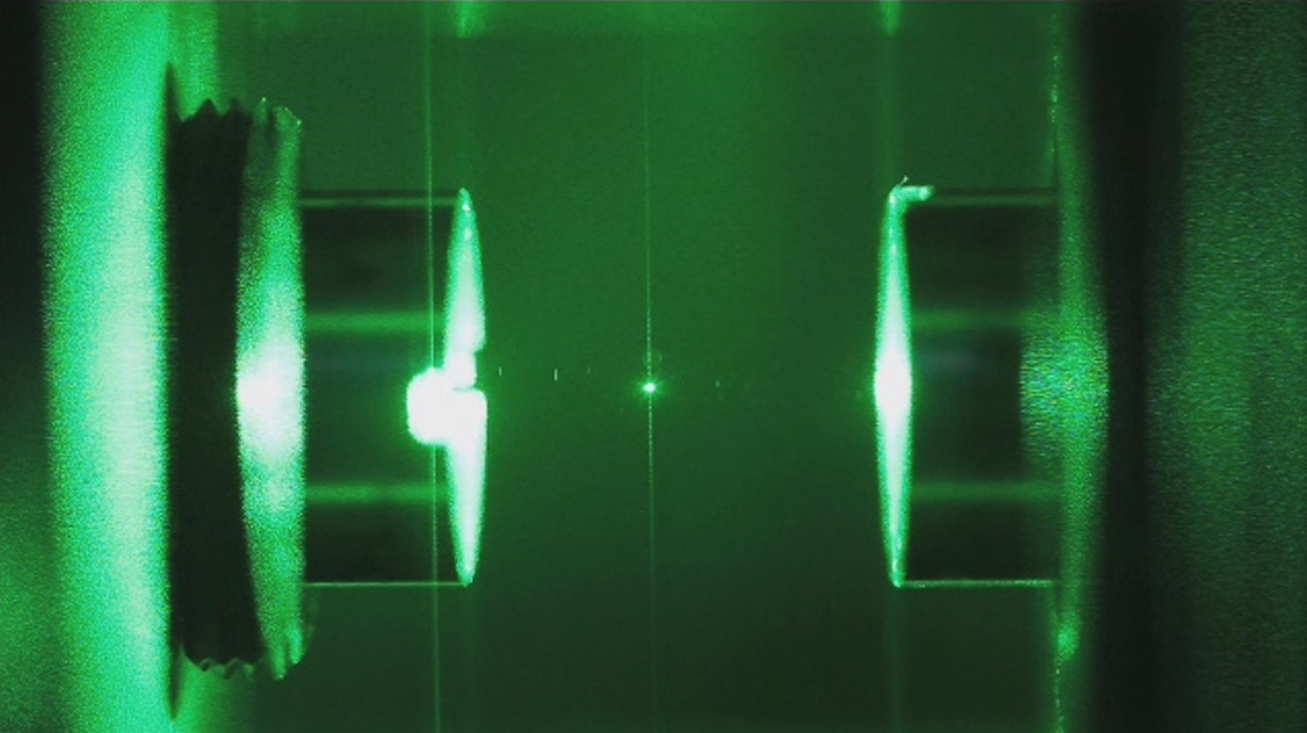
Glas-Nanoteilchen in einer optischen Falle

Eine optische Pinzette, auch optische Falle oder Dipolfalle, ist ein photonisches Gerät zur Manipulation, d. h. zum Festhalten und Bewegen, kleinster Objekte. Die Funktion beruht darauf, dass Licht auf mikroskopische Objekte (z. B. Mikrokugeln, einzelne biologische Zellen, Zellorganellen oder gar Atome) eine Kraft ausübt, und dadurch die Objekte zum Fokus eines stark fokussierten Lichtstrahls gezogen werden.
Eine typische Ausführung spiegelt einen Laserstrahl in ein optisches Mikroskop ein, der dadurch in der Objektebene fokussiert wird. Die zu manipulierenden Teile müssen bei der verwendeten Wellenlänge transparent sein. Wenn der Laser einmal so eingestellt ist, dass das Objekt im Fokus liegt, führt jede Lageabweichung dazu, dass es durch Impulsübertragung bei der Brechung wieder in den Fokus gezogen wird.
Dabei ist Impuls (p) des Ruhemasse-losen  Photons etwas anderes, als der Impuls eines massiven Körpers. Nach Albert Einstein kann der Impuls eines Photons entweder über seine Energie (E) oder seine Wellenlänge (λ) berechnet werden: 
p = E/c, wobei c die Lichtgeschwindigkeit ist. 
p = h/λ, wobei h das Plancksche Wirkungsquantum ist.
Außer durch fokussierende Optiken wird auch mit holografischer Bündelung des Laserlichts gearbeitet.
Durch Benutzung eines zweiten Lasers mit einer Wellenlänge, die vom Objekt absorbiert wird (meist Ultraviolett), hat man zusätzlich ein schneidendes Instrument (Mikro-Laserskalpell) zur Verfügung.

## Geschichte und Entdeckung
Die erste wissenschaftliche Untersuchung von Kräften auf Teilchen in der Größenordnung von Mikrometern, verursacht durch Streuung von Licht und Gradientenkräfte, wurde 1970 von Arthur Ashkin veröffentlicht, damals Physiker an den Bell Laboratories (USA). Einige Jahre später berichteten Ashkin und Kollegen von der ersten Beobachtung der Möglichkeit, mit Hilfe eines stark fokussierten Lichtstrahls mikroskopische Teilchen in drei Raumdimensionen festzuhalten. Diese Entdeckung war die Grundlage zur Entwicklung der Optischen Falle.
Einer der Coautoren dieser Veröffentlichung war Steven Chu, der die Technik zur Laserkühlung und der Speicherung von Atomen fortentwickelte. Für die Entwicklung von Methoden zum Kühlen und Einfangen von Atomen mit Hilfe von Laserlicht erhielt er den Nobelpreis in Physik 1997 gemeinsam mit dem theoretischen Physiker Claude Cohen-Tannoudji und William D. Phillips.
In einem Interview beschrieb Steven Chu, wie Ashkin als erster die optische Pinzette als Methode zum Festhalten von Atomen beschrieben hatte. Dabei war es Ashkin möglich, große Teilchen zu fangen (10–10.000 nm Durchmesser). Chu verbesserte diese Technik auf kleinere Teilchen bis zu 0,1 nm Durchmesser.
Die erste Arbeit, in der lebende biologische Objekte (Zellen) mit einer optischen Pinzette erfolgreich manipuliert wurden, stammt von Ashkin und Dziedzic. Für seine Arbeiten um die optische Pinzette und ihre Anwendung auf biologische Systeme erhielt Arthur Ashkin den Nobelpreis in Physik 2018.

## Funktionsweise
Die optischen Kräfte, die optische Pinzetten auf ein Silikon- oder Latex-Kügelchen in Mikrometer- oder Nanometer-Größe ausüben, liegen zwischen einem Pikonewton und mehr als einem Nanonewton. Diese Kräfte reichen aus, um frei diffundierende Teilchen in Wasser ruhig zu halten oder biologische Moleküle physiologisch relevant zu beeinflussen. Meistens werden optische Pinzetten zur Manipulation von Teilchen in Lösung eingesetzt (z. B. in Wasser oder in Luft).
Eine kleine dielektrische Kugel, welche signifikant kleiner ist als die eingestrahlte Wellenlänge, wechselwirkt mit dem elektromagnetischen Feld eines eingestrahlten Lichtstrahls, indem ein elektrischer Dipol induziert wird. Die daraus resultierende Wechselwirkung zwischen induziertem Dipol und induzierendem Feld führt zu einer Kraft entlang des elektrischen Feldgradienten (Gradientenkraft/Dipolkraft) in Richtung des Ortes maximaler Lichtintensität.
Dieser Kraft überlagert sich ein zweiter Effekt, interpretierbar als der intuitive klassische Strahlungsdruck. Reflexion und Brechung des Lichtstrahls an der Oberfläche des Kügelchens führen zu einem Impulsübertrag nach den Regeln der Impulserhaltung. Effektiv entsteht so eine Kraft und damit Bewegung des Kügelchens in Ausbreitungsrichtung des Lichtstrahls.
Sofern der Strahl stark genug fokussiert ist, überwiegt die Gradientenkraft gegenüber der Kraft aufgrund des Strahlungsdruckes. Eine Manipulation des Orts eines Kügelchens in einer Ebene, die senkrecht auf dem Laserstrahl steht, wird möglich, das Kügelchen „folgt“ dem Strahl.
Im Detail kann aus der Elektrodynamik semiklassisch die Lichtkraft in Dipolkraft und Spontankraft separiert werden, wobei zweitere den oben erwähnten „Strahlungsdruck“ erzeugt.
Mit spezieller Strahlformungsoptik können auch die „selbst-heilenden“ Eigenschaften von Bessel-Strahlen für optische Pinzetten eingesetzt werden.
Die Wellenlänge wird so gewählt, dass das Licht kaum von den Chromophoren der Zelle absorbiert wird. Aufgrund des großen Oberfläche-Volumen-Verhältnisses der Partikel wird die absorbierte Energie zudem schnell an das Wasser der Umgebung abgegeben.